# Haderonia sukharevae
Haderonia sukharevae är en fjärilsart som beskrevs av Zoltan Varga 1974. Haderonia sukharevae ingår i släktet Haderonia och familjen nattflyn. Inga underarter finns listade i Catalogue of Life.